# Boris Grigoriev (réalisateur)
Pour les articles homonymes, voir Grigoriev.
Boris Alexeïevitch Grigoriev (en russe : Бори́с Алексе́евич Григо́рьев), né le 26 octobre 1935 à Irkoutsk et mort le 8 août 2012 à Moscou, est un réalisateur et acteur soviétique puis russe.

## Biographie
De 1952 à 1958, Boris Grigoriev a commencé par étudier les bâtiments et travaux publics à l'institut polytechnique de l'Oural à Sverdlovsk. En 1965, il est diplômé de l'Institut national de la cinématographie de Moscou où il a suivi les cours de Sergueï Guerassimov et Tamara Makarova.
À partir de 1964, il travaille en tant que directeur de production au Studio Gorki. À partir de 2006, il enseigne avec Iouri Kara à la faculté de cinéma et télévision de l'université Natalia Nesterova (ru).
En 1964, il tourne son premier film, Première Neige (Первый снег). Il réalisera seize autres longs métrages jusqu'en 2004, dans lesquels il a souvent joué. Il reçoit l'ordre de l'Insigne d'honneur en 1981.
Il a épousé Dina Grigorieva (ru) avec laquelle il a eu deux filles, Arina Grigorieva (1966-2001) et Elena Morozova, née en 1973.
Il est décédé le 8 août 2012 à Institut de médecine d'urgence Sklifosovski (ru) à Moscou. Il est enterré à Taroussa, dans l'oblast de Kalouga.

## Filmographie non exhaustive

### En tant que réalisateur
- 1964 : Première Neige (Первый снег)
- 1967 : Le Mot de passe est superflu (ru) (Пароль не нужен)
- 1971 : Tiens-toi aux nuages (Держись за облака)
- 1972 : La Maison de marbre (Мраморный дом)
- 1974 : Gueorgui Sedov (ru) (Георгий Седов)
- 1976 : Ainsi commença la légende (ru) (en russe : Так начиналась легенда)
- 1978 : La Sauterelle (ru) (Кузнечик)
- 1980 : 38, rue Petrovka (Петровка, 38)
- 1981 : 6, rue Ogariova (Огарёва, 6)
- 1983 : Pristoupit k likvidatsii (ru) (Приступить к ликвидации)
- 1986 : Décorer (à titre posthume) (ru) (Наградить)
- 1988 : Poust ia oumrou, Gospodi (ru) (Пусть я умру, господи…)
- 1992 : Ispoved soderjanki (ru) (Исповедь содержанки)